# Araeophus dorsatus
Araeophus dorsatus är en insektsart som först beskrevs av Melichar 1905.  Araeophus dorsatus ingår i släktet Araeophus och familjen sporrstritar. Inga underarter finns listade i Catalogue of Life.